# Elisabeth-Kinderkrankenhaus

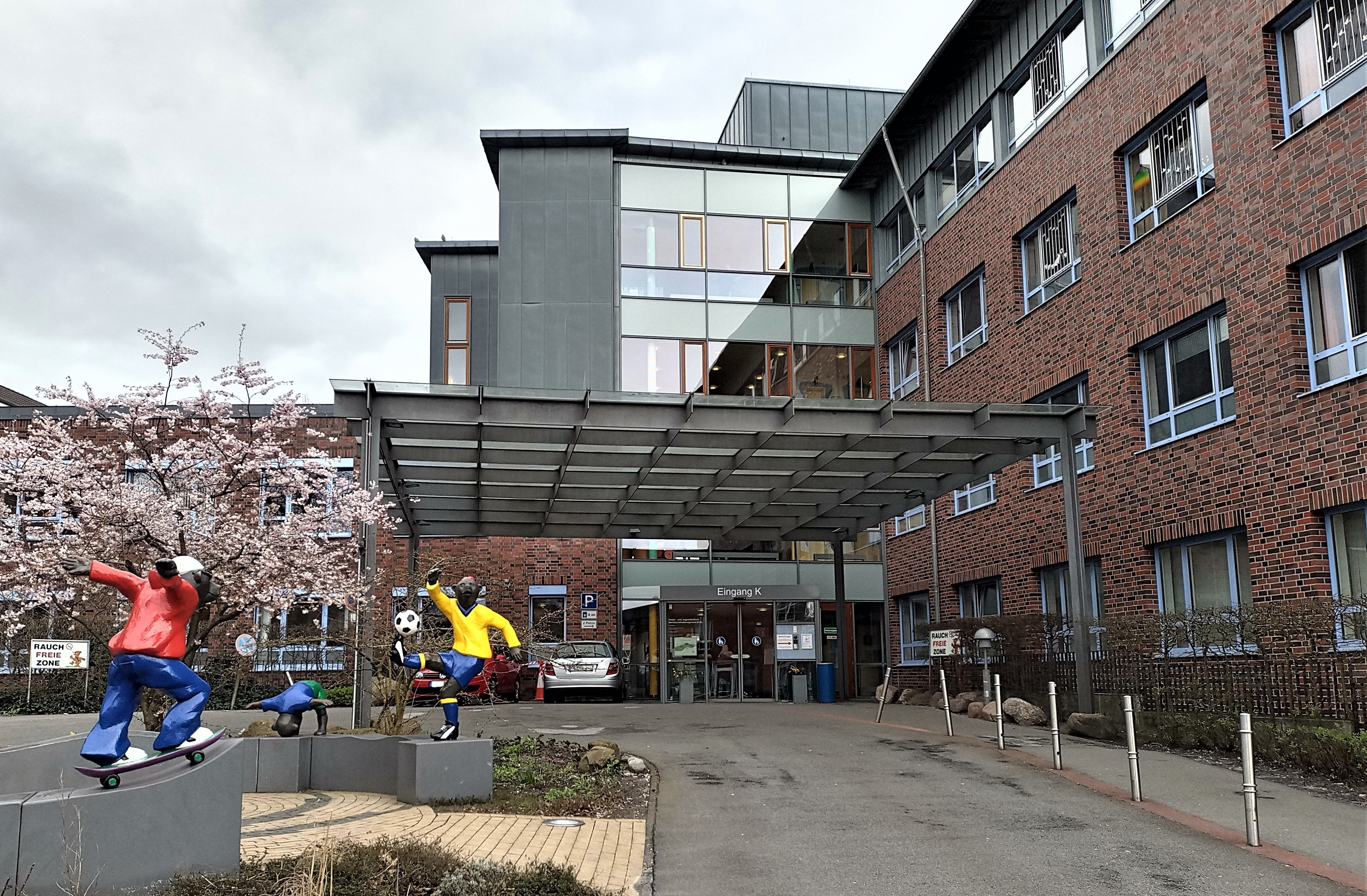
Elisabeth-Kinderkrankenhaus, Eingangsbereich (2023)

Das Elisabeth-Kinderkrankenhaus besteht seit 1872 in der Stadt Oldenburg und gehört seit 1939 zu den Städtischen Krankenanstalten, dem heutigen Klinikum Oldenburg. Es ist mittlerweile Universitätsklinik für Kinder- und Jugendmedizin der European Medical School Oldenburg-Groningen.

## Geschichte

### 19. Jahrhundert

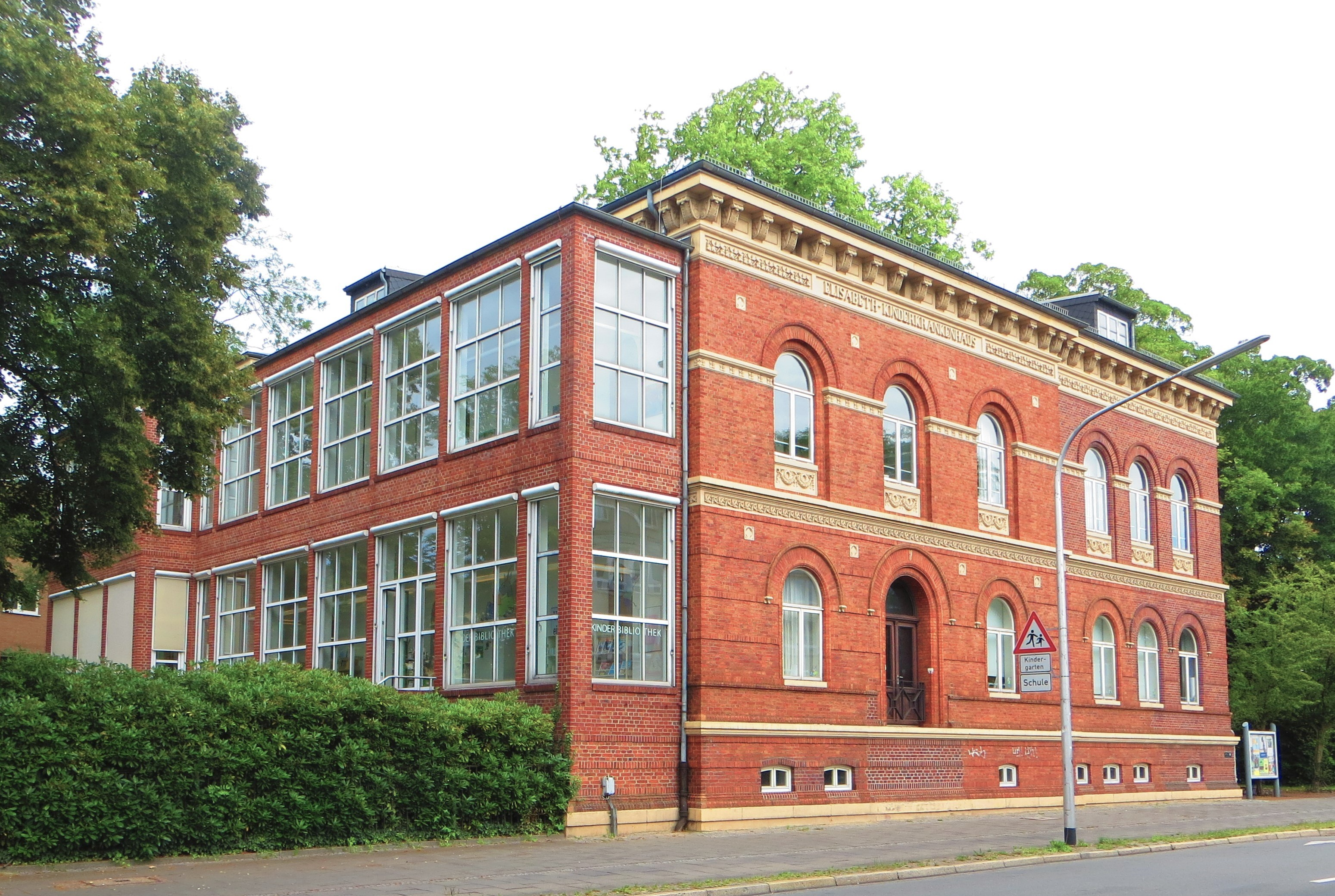
Der ehemalige Standort des Elisabeth-Kinderkrankenhauses an der Peterstraße 1 (1872 bis 1953)

Im 19. Jahrhundert nahm das bis 1871 einzige Krankenhaus der Stadt, das Peter Friedrich Ludwigs Hospital (PFL), kranke Kinder nur im Notfall oder bei ansteckender Krankheit auf.
1831 gründeten sozial engagierte Frauen den Oldenburgischen Frauenverein, der sich zunächst vor allem der Versorgung kranker Erwachsener und Wöchnerinnen mit Speisen, Kleidung und Hilfsmitteln widmete. Außerdem richtete der Verein eine „Bewahrschule“ für Kinder aus armen Familien ein. Finanziert wurde die ehrenamtliche Tätigkeit durch Spenden, Schenkungen und Vermächtnisse.
Anlässlich der Heirat Prinzessin Elisabeths von Sachsen-Altenburg mit Erbherzog Nicolaus Friedrich Peter richtete dessen Vater Paul Friedrich August 1852 eine Stiftung für wohltätige Zwecke ein. Der „Elisabethstiftung“ schenkte er 3000 Taler als Startkapital. Das Geld wurde vom Magistrat der Stadt verwaltet. Die Zinsen sollten es dem Frauenverein ermöglichen, weiterhin kranke Kinder bedürftiger Eltern zu pflegen. Ein weiterer Fonds sammelte ab 1855 zusätzliche Spenden für den Bau einer Kinderkrankenanstalt.
1870 wurde ein Trägerverein gegründet, der Verein der Freunde des Elisabeth-Kinderkrankenhauses. Dieser kaufte ein Grundstück an der Peterstraße direkt neben dem PFL; der Bau konnte beginnen.
Die Einweihung des nach der Stiftung benannte „Elisabeth-Kinderkrankenhaus“ wurde auf den 3. Juni 1872 festgesetzt. Der zweigeschossige Ziegelbau verfügte über 24 Betten; für die Pflege waren zunächst zwei Diakonissen aus der Diakonissenanstalt Betlehem in Ludwigslust entsandt worden, denen bald eine dritte Diakonisse folgte. Außerdem befand sich eine Dienstbotin in Anstellung. Verantwortlich für die ärztliche Behandlung zeichnete Medizinalrat Lüken, der auch das benachbarte PFL leitete. Bis Ende Dezember 1875 waren 249 Kinder im Kinderkrankenhaus versorgt worden.
Anlässlich seiner Silberhochzeit spendete das Großherzogliche Paar 10.000 Mark, womit der erste Erweiterungsbau finanziert werden konnte. 1894 erhielt das Kinderkrankenhaus ein Isolierhaus.

### 20. Jahrhundert
Eine Sanierung und Erweiterung des Kinderkrankenhauses fand 1909 statt, damit stieg auch die Anzahl der Betten auf 45. Die Pflege der Kinder lag ab Anfang des Jahres in den Händen von vier Diakonissen des Oldenburger Elisabethstifts, 1910 und 1913 kam jeweils eine weitere Diakonisse hinzu; außerdem wurden mittlerweile drei Dienstbotinnen beschäftigt. 1928 kamen mit dem Ausbau des Dachgeschosses und der Aufstockung des Isolierhauses weitere 25 Betten hinzu.
Aufgrund einer sich zunehmend verschlechternden wirtschaftlichen Situation ging das Kinderkrankenhaus 1934 auf das Peter Friedrich Ludwigs Hospital über. Die Stiftung war damit erloschen. 
Am 30. März 1936 mussten die Diakonissen ihre Tätigkeit im Kinderkrankenhaus beenden. Die pflegerische Leitung wurde den wegen ihrer braunen Tracht „Braune Schwestern“ genannten Pflegerinnen der NS-Schwesternschaft übertragen. 
1938 übernahm die Stadt Oldenburg die Verwaltung des Peter Friedrich Ludwigs Hospital und damit auch des Elisabeth-Kinderkrankenhauses sowie der Oldenburger Frauenklinik. Nach Kriegsende erhielt eine ehemalige Diakonisse die kommissarische Leitung der Pflege, bis im Dezember 1945 ein Gestellungsvertrag mit dem Evangelischen Diakonieverein zustande kam. Die Diakonieschwester Erna Riebau war ab 1946 als Oberin für beide Häuser – Elisabeth-Kinderkrankenhaus und PFL – zuständig, Leitende Schwester am Kinderkrankenhaus wurde Paula Seifert.
1953 zog die Klinik in den Stadtteil Kreyenbrück, in die Nähe der Städtischen Krankenanstalten. An der Cloppenburger Straße 363 wurde dazu ein ehemaliges Offizierskasino der Wehrmacht umgebaut und durch Anbau einer Infektionsabteilung erweitert. Im gleichen Jahr konstatierte sich erneut der Verein der Freunde des Elisabeth-Kinderkrankenhauses, diesmal als Förderverein. Mitglieder wurden unter anderen der damalige niedersächsische Sozialminister Heinrich Albertz und Nikolaus von Oldenburg.
Das Gebäude in der Peterstraße 1 wurde noch bis 1984 von Krankenschwestern bewohnt, die im PFL tätig waren. Nachdem die letzten Fachabteilungen in den neuen Standort Kreyenbrück umgezogen waren, wurde hier die Kinder- und Jugendbibliothek der Stadt Oldenburg eingerichtet.
Ab 1974 entstanden mehrere Fachabteilungen: zunächst die Allgemeine Kinderheilkunde und Hämatologie (später auch Onkologie) sowie die Kinderneurologie, später die Intensivstation und eine Station für Früh- und Neugeborene. Die Abteilung für Kinder- und Jugendpsychiatrie und Psychotherapie öffnete 1977 entwickelte sich zu einer eigenständigen Klinik. Zuletzt kamen die Pädiatrische Pneumologie und Allergologie sowie die Kinderkardiologie und die Kinderchirurgie hinzu.

### 21. Jahrhundert
Das Gebäude an der Cloppenburger Straße genügte bald nicht mehr den Anforderungen einer modernen Kinderklinik, so dass bis 2003 ein neues Krankenhaus am Standort An den Voßbergen mit direktem Anschluss an das Klinikum gebaut wurde.
Die Klinik für Kinder- und Jugendpsychiatrie und Psychotherapie zog 2008 von der Cloppenburger Straße ebenfalls um, und zwar in einen weiteren Neubau an der in der Nähe gelegenen Brandenburger Straße.

## Fachkliniken
Die Universitätsklinik für Kinder- und Jugendmedizin – das Elisabeth-Kinderkrankenhaus – besteht aus den folgenden Kliniken:
- Klinik für Allgemeine Kinderheilkunde, Hämatologie/Onkologie
- Klinik für Neuropädiatrie und Stoffwechselerkrankungen
- Klinik für Neonatologie, Intensivmedizin und Kinderkardiologie
- Klinik für Pädiatrische Pneumologie und Allergologie
- Klinik für Kinder- und Jugendpsychiatrie und Psychotherapie
- Klinik für Kinderchirurgie

## Kooperation
Die Fachkliniken des Elisabeth-Kinderkrankenhauses arbeiten bei Bedarf mit Fachabteilungen des Klinikums zusammen, darunter die Kinderurologie, HNO-Heilkunde, Dermatologie, Mund-, Kiefer- und Gesichtschirurgie, Unfallchirurgie sowie die Kliniken der Inneren Medizin.